# Duingt
Duingt é uma comuna francesa na região administrativa de Auvérnia-Ródano-Alpes, no departamento da Alta Saboia. Estende-se por uma área de 4.42 km². Em 2010 a comuna tinha 1 019 habitantes (densidade: 230,5 hab./km²).